# 尾山台
尾山台（おやまだい、英語: Oyamadai）は、東京都世田谷区の町名。隣接する等々力と共に都内有数の高級住宅街となっている。現行行政区画は尾山台一丁目から尾山台三丁目。住居表示実施済区域。玉川地域に属する。

## 地理
世田谷区南部の玉川地域に属する。町域は東急大井町線が北側の境界になっており、尾山台駅が置かれている。また、町域のほぼ中心を東京都道311号環状八号線が、南部を丸子川（旧六郷用水）が、それぞれ東西に横切る。環状八号線と丸子川の間には国分寺崖線が存在し、約20メートルの標高差がある。
尾山台駅前と環状八号線の間には街路樹と石畳が敷かれた商店街（ハッピーロード尾山台）が置かれている。
周囲には玉堤、等々力、奥沢、玉川田園調布、大田区の田園調布の各地域が隣接している。

### 地価
住宅地の地価は、2024年（令和6年）7月1日の地価調査によれば、尾山台1-17-4の地点で67万円/m2となっている。

## 歴史

### 地名の由来
江戸中期には「小山村」とある。明治中期、同じ荏原郡にある小山（現在の武蔵小山）と紛らわしくなるため、「尾山」と漢字を充て変えた。小山は国分寺崖線の高台・岡を指すものとされる。

### 古代
荏原台古墳群の西半分にあたる野毛古墳群の東端にあたり、国分寺崖線上には古墳が点在しており古代より住むに適した地域であったことがうかがえる。今は宇佐神社境内の八幡塚古墳や駐在所裏の狐塚古墳などが現存している。

### 住居表示実施前後の町名の変遷
| 実施後       | 実施年月日   | 実施前（各町名ともその一部）                   |
| ------------ | ------------ | ---------------------------------------------- |
| 尾山台一丁目 | 1970年3月1日 | 玉川田園調布1、玉川奥沢町3、玉川尾山町の各一部 |
| 尾山台二丁目 | 1970年3月1日 | 玉川尾山町の一部                               |
| 尾山台三丁目 | 1970年3月1日 | 玉川奥沢町3、玉川等々力町1の各一部             |

## 世帯数と人口
2025年（令和7年）1月1日現在（世田谷区発表）の世帯数と人口は以下の通りである。
| 丁目         | 世帯数    | 人口    |
| ------------ | --------- | ------- |
| 尾山台一丁目 | 791世帯   | 1,757人 |
| 尾山台二丁目 | 925世帯   | 1,958人 |
| 尾山台三丁目 | 1,677世帯 | 2,977人 |
| 計           | 3,393世帯 | 6,692人 |

### 人口の変遷
国勢調査による人口の推移。
| 年                 | 人口  |
| ------------------ | ----- |
| 1995年（平成7年）  | 5,888 |
| 2000年（平成12年） | 6,086 |
| 2005年（平成17年） | 6,445 |
| 2010年（平成22年） | 6,326 |
| 2015年（平成27年） | 6,387 |
| 2020年（令和2年）  | 6,663 |

### 世帯数の変遷
国勢調査による世帯数の推移。
| 年                 | 世帯数 |
| ------------------ | ------ |
| 1995年（平成7年）  | 2,577  |
| 2000年（平成12年） | 2,839  |
| 2005年（平成17年） | 3,032  |
| 2010年（平成22年） | 3,072  |
| 2015年（平成27年） | 3,145  |
| 2020年（令和2年）  | 3,360  |

## 学区
区立小・中学校に通う場合、学区は以下の通りとなる（2024年8月現在）。
| 丁目         | 番地     | 小学校                 | 中学校                 |
| ------------ | -------- | ---------------------- | ---------------------- |
| 尾山台一丁目 | 10〜19番 | 世田谷区立九品仏小学校 | 世田谷区立八幡中学校   |
| 尾山台一丁目 | 1〜9番   | 世田谷区立玉堤小学校   | 世田谷区立尾山台中学校 |
| 尾山台二丁目 | 全域     | 世田谷区立玉堤小学校   | 世田谷区立尾山台中学校 |
| 尾山台三丁目 | 全域     | 世田谷区立尾山台小学校 | 世田谷区立尾山台中学校 |

## 交通

### 鉄道
尾山台駅は隣接する等々力5丁目に所在するが、敷地が一部町域にかかっている。

### バス
すべて東急バスによる運行。
瀬田営業所
- 園01：田園調布駅 - 千歳船橋
- 等01：等々力 - 玉堤循環（タマリバーバス）

### 道路
- 東京都道311号環状八号線（環八通り）

## 事業所
2021年（令和3年）現在の経済センサス調査による事業所数と従業員数は以下の通りである。
| 丁目         | 事業所数  | 従業員数 |
| ------------ | --------- | -------- |
| 尾山台一丁目 | 34事業所  | 457人    |
| 尾山台二丁目 | 44事業所  | 299人    |
| 尾山台三丁目 | 148事業所 | 1,049人  |
| 計           | 226事業所 | 1,805人  |

### 事業者数の変遷
経済センサスによる事業所数の推移。
| 年                 | 事業者数 |
| ------------------ | -------- |
| 2016年（平成28年） | 223      |
| 2021年（令和3年）  | 226      |

### 従業員数の変遷
経済センサスによる従業員数の推移。
| 年                 | 従業員数 |
| ------------------ | -------- |
| 2016年（平成28年） | 1,305    |
| 2021年（令和3年）  | 1,805    |

## 施設

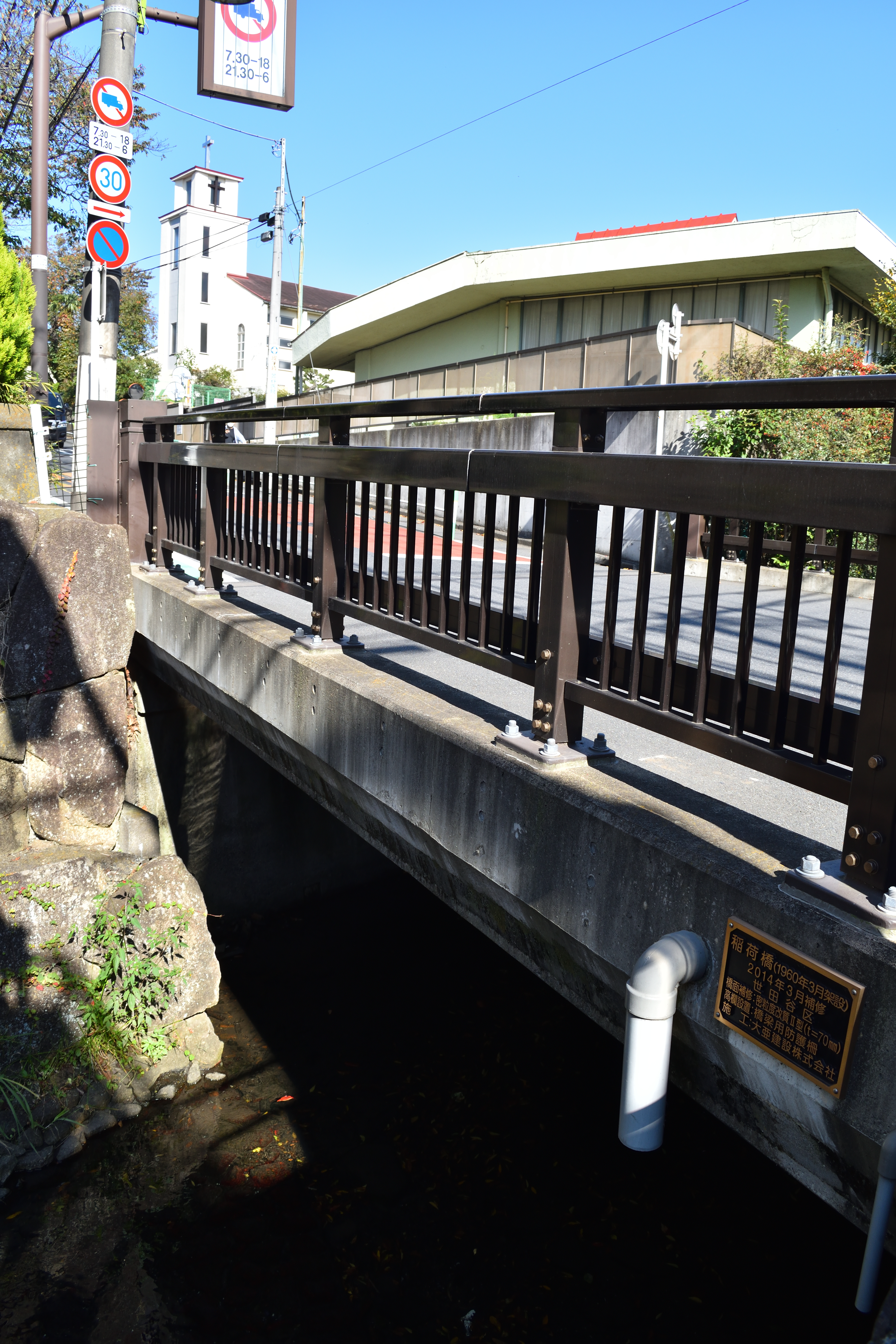
丸子川と日本ナザレン教団尾山台教会

### 公共
- 警視庁玉川警察署尾山台駐在所

### 教育
- 世田谷区立尾山台小学校
- 世田谷区立尾山台中学校
- 田園調布雙葉中学校・高等学校西校舎

### スポーツ
- 世田谷区尾山台地域体育館
- JOYFIT24尾山台

### 寺社・教会
- 浄土宗傳乗寺（伝乗寺）
- 宇佐神社
- 日本ナザレン教団尾山台教会
- 玉川キリスト中央教会

## その他

### 日本郵便
- 郵便番号 : 158-0086[2]（集配局 : 玉川郵便局[14]）。